# Aschwarden

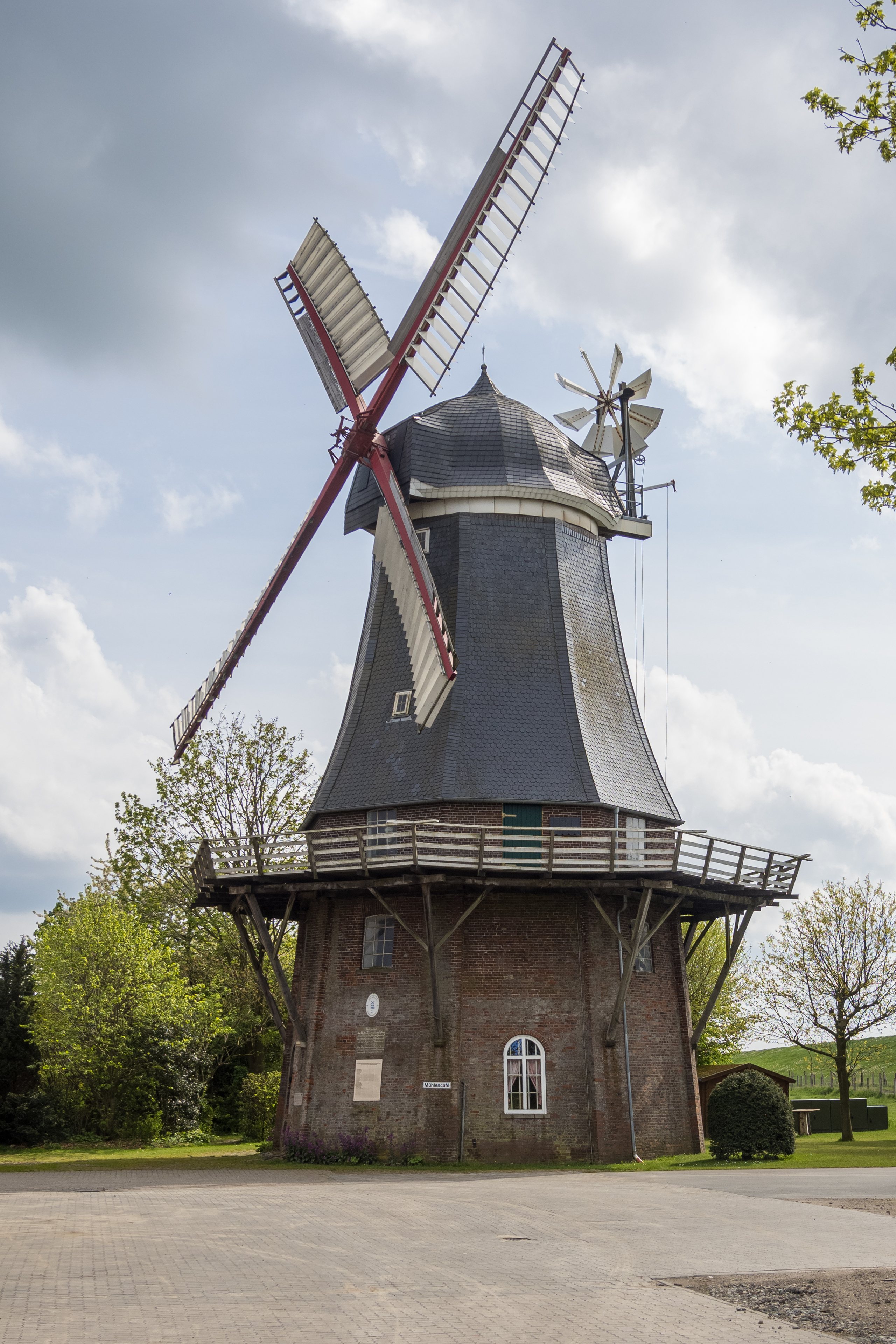
Aschwardener Mühle

Aschwarden ist ein Ortsteil der Gemeinde Schwanewede im Landkreis Osterholz in Niedersachsen. Er ist einer der zentralen Orte der Osterstader Marsch. Zum Ortsteil gehören die Ortslagen Bruch und Hassel.

## Geschichte
Aschwarden wurde erstmals 1105 urkundlich erwähnt. Die alte Wehrkirche „tom Broke“ am Kirchenfleth im Ortsteil Aschwarden-Bruch, die heutige Nikolaikirche, entstand um 1235 und wurde 1956 bis 1960 restauriert. 1800 wurde in Aschwarden vom Müller Hayer aus Hagen eine Bockwindmühle gebaut.
Das Dorfgemeinschaftshaus wurde im November 1968 eingeweiht.
Am 1. März 1974 wurde Aschwarden in die Gemeinde Schwanewede eingegliedert.
Die Ortsfeuerwehr wurde 1894/95 gegründet.

## Aschwarden-Bruch
Die Kirchengemeinde Aschwarden-Bruch hat ihren Namen von dem kleinen Kirchendorf Bruch, so bekannt nach der Lage am Bruch.

## Politik

### Ortsvorsteher
Die Belange von Aschwarden werden durch einen Ortsvorsteher vertreten. Er hat in diesen Fällen an den Beratungen im Rat, im Verwaltungsausschuss sowie in anderen Ausschüssen teilzunehmen.

### Ortswappen
Das Ortswappen zeigt einen besegelten einmastigen Kahn, einen bewurzelten Kohlkopf und eine goldene Ähre und verweist damit auf die Geschichte der Ortschaft.

## Kultur und Sehenswürdigkeiten

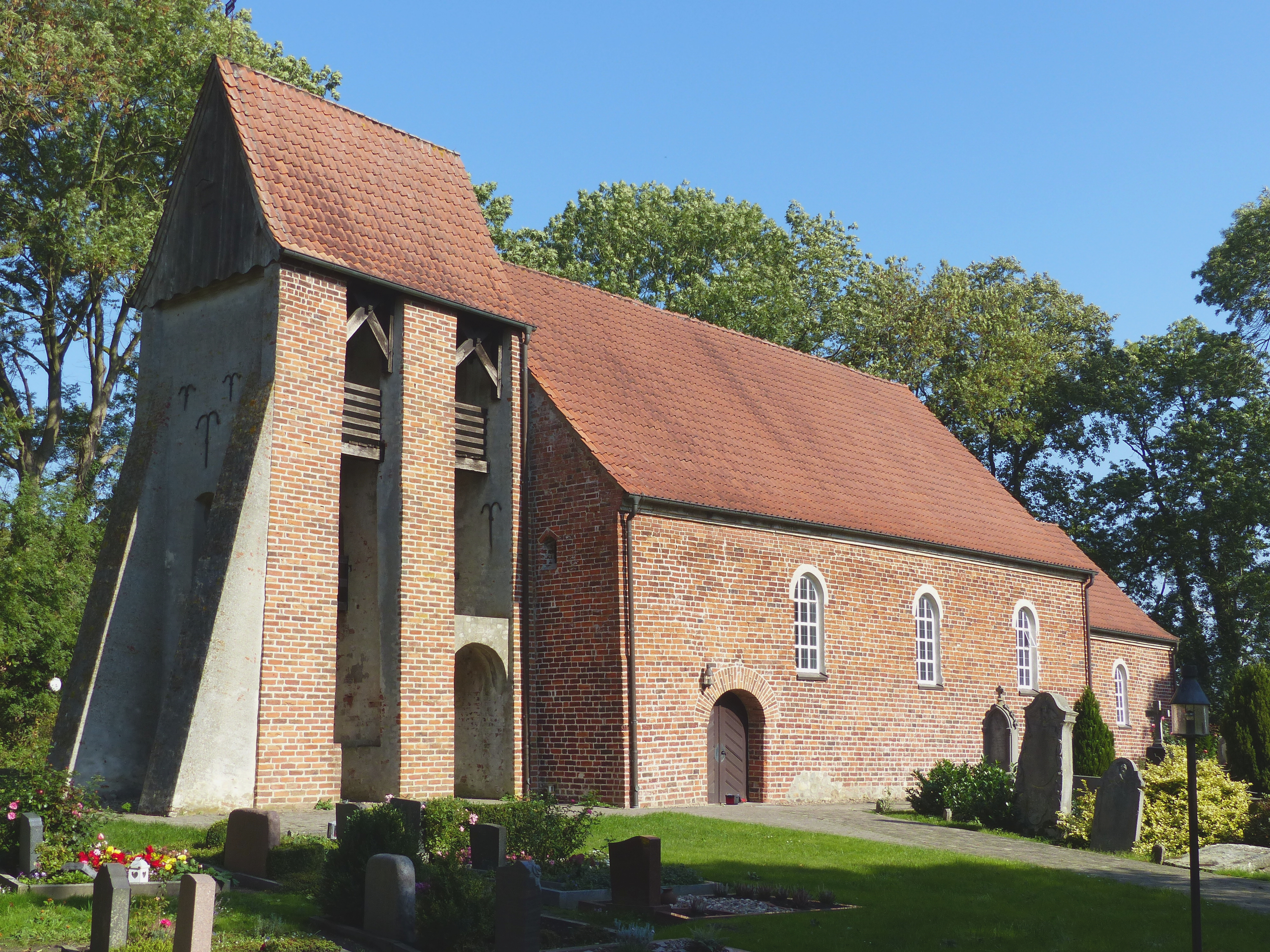
Kirche im Ortsteil Bruch

### Bauwerke
- St.-Nicolai-Kirche im Ortsteil Bruch, einschiffiger Backsteinbau aus dem späten 12. und späten 14. Jahrhundert.
- Windmühle am Weserdeich: Galerieholländer von 1850, 1896 nach Brand wieder aufgebaut.[6]

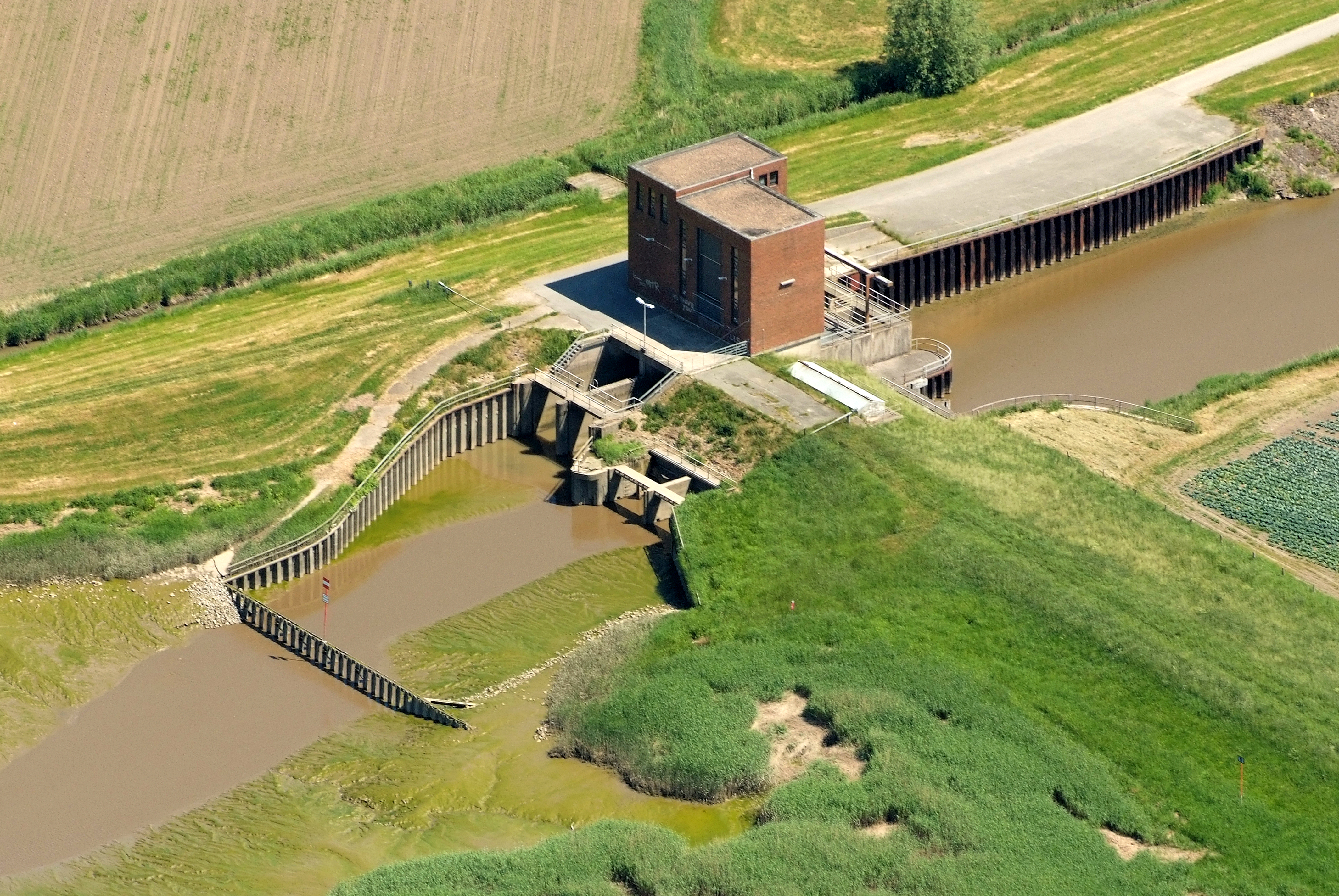
Schöpfwerk Aschwarden aus der Luft (2012)

- Wohn- und Wirtschaftsgebäude Aschwardener Straße 14 von 1720 in Fachwerk

### Vereine
Der SV Aschwarden bietet die Sportarten Angeln, Badminton, Tennis, Turnen und Fußball an.

## Verkehr
Aschwarden wurde von Buslinien des Verkehrsverbundes Bremen/Niedersachsen (VBN) mit den umliegenden Orten verbunden. Die Buslinie wurde eingestellt. Es verkehren nur noch Schulbusse.